# Давыдова, Лариса Владимировна
Лариса Владимировна Давыдова (род. 13 октября 1961, Салават, БАССР) — председатель Совета городского округа «Город Салават» Республики Башкортостан (апрель 2012).

## Биография
…" важно включить самих жителей города в контекст перемен, раскрыть их инициативу, чтобы дать Салавату новые импульсы для движения в будущее"
Давыдова Лариса Владимировна родилась 13 октября 1961 года в городе Салават БАССР.
В 1983 году окончила институт и с 1983 по 2007 годы работала учителем, заместителем директора школы № 14, учебно-методического центра в Салавате.
С 2007 года она является руководителем МБОУ «Гимназия № 1», бывшей школы № 6 г. Салавата. Имеет высшую квалификационную категорию по должностям «Учитель», «Руководитель».
Является членом городского совета руководителей общеобразовательных учреждений.
Под её руководством МБОУ «Гимназия № 1» г. Салавата становилась победителем олимпиадного движения среди школ города Салават в 2008—2011 годах, дважды становилась победителем городского конкурса «Лучшее образовательное учреждение — 2008», «Лучшее образовательное учреждение — 2011».
В 2011 году МОУ «Гимназия № 1» по итогам работы вошла в национальный реестр «Ведущие образовательные учреждения России».
Л. В. Давыдова является основным разработчиком программы развития системы образования города Салават на 2008—2012 годы.
Лариса Владимировна является победителем городских конкурсов «Лидер образования — 2008», «Лидер образования — 2011».
3 апреля 2012 Давыдова Л. В. избрана председателем Совета городского округа город Салават Республики Башкортостан.
Лариса Владимировна замужем, воспитала дочь.

## Награды
Деятельность Ларисы Владимировны Давыдовой отмечена Почётными грамотами Министерства образования Республики Башкортостан, званием «Почётный работник общего образования Российской Федерации».

## Деятельность на посту главы городского округа город Салават Республики Башкортостан
Во время работы Давыдовой Л. В. в Салавате введён в строй новый Дворец спорта, городской парк культуры и отдыха.